# Gill (Street Fighter)
Gill (ギル giru?) es el mayor antagonista y personaje jefe principal en los videojuegos de la saga Street Fighter III. Él es el líder de Illuminati, una sociedad secreta compuesta por la élite de la humanidad que ha controlado los sucesos mundiales desde las sombras desde los albores de la historia, y busca cumplir una agenda apocalíptica para garantizar su propia salvación utópica. Gill regresa como personaje disponible en el videojuego Street Fighter V: Champion Edition.

## Apariencia
La apariencia de Gill se caracteriza por su cuerpo musculoso mitad rojo y mitad azul con una larga cabellera rubia. Tiene una clara e intencional semejanza a una deidad griega.
El esquema de colores asimétricos de Gill era una estratagema de Capcom para mostrar la potencia gráfica de su nueva placa CPS-3. En los anteriores videojuegos bidimensionales (2D) de la saga Street Fighter, detalles menores como el parche sobre el ojo de Sagat se veían cambiados de lado dependiendo de hacia donde se enfrentaba el personaje. Originalmente, el diseño de Gill seria de color blanco y negro. Posteriormente se decidió colorearlo de rojo y azul, para demostrar mejor la potencia gráfica del videojuego. La paleta de colores blanco y negro es utilizada como su color alternativo secundario. Además, Gill fue diseñado llevando sólo un rokushaku fundoshi para mostrar la mayor cantidad de sus tonalidades rojas y azules como fuera posible.
El sprite de la secretaria de Gill, Kolin, tiene un corte de cabello intencionalmente asimétrico, por lo que al igual que Gill, ella aparezca gráficamente impresionante cuando gira y cambia de enfrentar una dirección hacia otra contraria, en lugar de ser un sprite espejado. En el videojuego Street Fighter III: 3rd Strike, un brillo especial ha sido programado para hacer constantemente la coloración de su sprite tanto positivo como negativo, demostrando aún más todavía la impresionante potencia gráfica de la placa CPS-3.
En su secuencia previa a la pelea para el videojuego Street Fighter III: 2nd Impact, Gill es visto con una larga túnica gris con un largo banco de arena de color amarillo pardo en el lado derecho hasta el borde de su tobillo izquierdo y se le vio en con pies descalzos. Su cabello rubio largo convertirse se muestra lacio antes de que empiece a ondear. Este atuendo le hace parecer mucho a las representaciones tradicionales de las vestimentas de Jesús.
En su secuencia previa a la pelea para el videojuego Street Fighter III: 3rd Strike, mientras que él le entrega la joya a su secretaria Kolin mientra manipula su joyero, lleva una larga capa con capucha de color rojo y blanco con una larga túnica verde azul que se muestra atada en cuerdas marrones y unas sandalias a juego de color marrón.
Su capa larga con capucha de color rojo y blanco que lleva también se muestra en la secuencia final de su hermano menor en el videojuego Street Fighter III: 2nd Impact, pero no se ve vestido con una túnica durante su promoción como Emperador.

## Concepto
Gill fue modelado físicamente en base a las representaciones clásicas de los dioses griegos de la antigüedad. Su personalidad proviene de diversas fuentes judeocristianas. El nombre de Gill podría provenir de la palabra hebrea 'gilead', que significa "gozo eterno". También resulta ser un nombre sij bastante común.
Se asemeja a Jesús de Nazaret en sus declaraciones afirmando ser el mesías, el salvador de la humanidad. En este estimación, Urien, su hermano celoso, se podría comparar con Judas Iscariote; el apodo de Urien en el manual japonés de Street Fighter III incluso hace una referencia a Judas. La técnica "Resurrection" de Gill también podría estar inspirada en la resurrección de Jesús de entre los muertos, y la postura que Gill asume durante la ejecución de ésta técnica, suspendido en el aire con los brazos hacia el exterior, evoca la imagen difundida según la costumbre de Cristo durante la crucifixión. La técnica "Seraphic Wing" de Gill se refiere a los serafines, la orden de ángeles con mayor jerarquía y con seis alas en las creencias judeocristianas. Cuando Gill aplica el movimiento "Seraphic Wing", toma una forma angelical de seis alas, "ofreciendo" la salvación. Por último, en la secuencia final de Gill en el videojuego Street Fighter III: 3rd Strike, él divide el océano y conduce a su gente a la tierra prometida, siendo comparable a Moisés.
Además de sus influencias de dios griego y hebreo abrahámicas, Gill también fue concebido por el artista Akiman como una especie de 'Mahatma Gandhi de estilo pancracio griego' durante la concepción de su personaje, y algunos de sus aspectos fueron recogidos del personaje sentai llamado Kikaider. También posee una gran semejanza hacia el personaje Kars, un antagonista principal en la serie manga JoJo's Bizarre Adventure.

## Personalidad
Es presentado como el líder de un culto que se convertiría en un monarca benevolente sobre sus súbditos dignos. Terrenal, majestuoso y carismático en su ocupación, sin embargo Gill no está exento de defectos siendo altivo, arrogante, e incluso francamente draconiano y elitista; en el peor de los casos, con su culto utilizando métodos inmorales como el secuestro, coerción, manipulación del ADN, lavado de cerebro, y uso de fuerza extrema de maneras muy similares a Shadaloo con el fin de seleccionar a sus escogidos. Además, fueron los responsables detrás de la mayoría de los acontecimientos mundiales y de las organizaciones criminales, para así alcanzar sus fines. A Gill tampoco le importa asesinar a personas inocentes con tal de poder completar sus ambiciones definitivas.
En cuanto a sus logros se refiere, Gill a menudo acepta una pérdida o derrota, a veces con el fin de cumplir con un objetivo mucho mayor; otras veces, lo hace por respeto a la capacidad de lucha de su adversario.

## Relaciones
- Urien: Muy positivamente le desagrada Gill debido al hecho de que su hermano mayor ganó la elección de ser el presidente de los Illuminati, y cuando los dos pelearon, Gill deliberadamente abandonó la contienda para que él pueda ser el emperador, lo que inquietó a Urien, y lo odió aún más. Gill no tiene ninguna posibilidad de menospreciar a su hermano cada vez que se encuentran.
- Kolin: Ella es profundamente leal a Gill, completamente convencida de que él es el Mesías profetizado. Al final de 'A Shadow Falls', está conmocionada y honrada de que, a pesar de no haber cumplido la antigua profecía con su proyecto Nash, Gill todavía desea que ella le sirva a su lado.
- Chun-Li: Es uno de los enemigos más odiados de esta agente de Interpol.
- Ryu: Es uno de los enemigos de Ryu. Él encuentra que Gill no es mejor que M. Bison debido a sus acciones y los extremos a los que ha llegado para alcanzarlas.
- Akuma: Al enterarse de sus tremendos poderes, Akuma deseaba luchar contra Gill. Él mató a Gill con su "Shun Goku Satsu", pero se fue sin percatarse de que Gill podría resucitarse a sí mismo.

## Biografía

### Saga Street Fighter III
Gill es el líder de una organización misteriosa similar a un culto llamado los Illuminati quienes han estado manipulado acontecimientos mundiales desde hace más de 2.000 años, dedicándose a la "salvación" de la humanidad, y la creación de una nueva utopía. Los Illuminati habían mejorado genéticamente a Gill durante su juventud, aumentando su fuerza y velocidad para que pudiera participar en un programa de entrenamiento combate cuerpo a cuerpo intensivo. Gill se convirtió en el mejor estudiante de los cientos de guerreros mejorados involucrados, superando incluso a su propio hermano celoso, Urien.
De acuerdo con la leyenda Illuminati, el alma del anterior emperador Illuminati se reencarna en un nuevo cuerpo después de su muerte; la organización determina, a través de los resultados de su programa de entrenamiento especial, que la última encarnación del emperador era Gill. Por lo tanto, a la edad de 22 años, Gill fue designado Presidente de los Illuminati. Urien fue pasado por alto debido a su inestabilidad emocional, y nombrado vicepresidente bajo Gill. Más tarde, Urien desafió a Gill por la presidencia de los Illuminati y tuvo éxito. Urien se convirtió en el presidente de los Illuminati. Sin embargo, Gill no fue degradado - de hecho, fue promovido desde el título de presidente y se convirtió en el nuevo Emperador y mesías.
Bajo la guía de Gill, los Illuminati continuaron ganando más poder y recursos, adquiriendo capital y bienes a través de diversas transacciones comerciales. Cuando la organización obtuvo la posesión de cierto automóvil Jaguar perteneciente al padre de un campeón de boxeo de peso pesado británico conocido como Dudley, el propio Gill fue desafiado por el pugilista con el fin de tener de regreso su automóvil herencia. Gill, siendo respetuoso ante las habilidades de lucha poderosas, acordó devolver el coche preciado, ya que su valor era insignificante en comparación con las arcas de su organización.
Los Illuminati continuaron llevando a cabo mejoras genéticas y otras mutaciones intrusivas en seres humanos, ya sea secuestrando a sus sujetos o creándolos y/o mejorandolos de manera artificial, en una serie de desarrollo conocida como el Proyect-G. Estos experimentos dieron como resultado la creación de los super-soldados conocidos como Necro y Twelve, seres mejorados, diseñados para llevar a cabo la voluntad de los Illuminati (aunque Necro se volvería un renegado). Este proyecto también condujo al secuestro de una joven que estaba bajo el cuidado del agente ICPO Chun-Li.
Con la ayuda de su fiel secretaria Kolin y a pesar de la intromisión de su hermano menor, Gill organizó el torneo 'World Warrior' con el objetivo de encontrar a aquellos lo suficientemente fuertes como para ser dignos de formar parte de la repoblación de la humanidad después del fin del mundo. Durante este torneo, Ibuki fue encargada por su clan para recuperar los archivos del 'G-Project'. Afortunadamente para ella, Gill le entrego voluntariamente los archivos; el proyecto ya estaba en marcha en ese momento, lo que significa que los archivos ya no eran necesarios.
En algún momento durante la final del torneo, Gill fue derrotado por Alex y luego, aunque todavía se disputa si es o no un evento canónico, asesinado por Akuma tomándolo desprevenido con su técnica "Shun Goku Satsu", aunque se resucitó a sí mismo mientras Akuma dejaba la batalla.

### Gill como el Salvador
Los Illuminati requerían un mesías viviente porque sus profecías dictaminaban que el arrebatamiento era inminente, señalando así el fin de la humanidad. Su mesías sería el que a traería la salvación y crearía un nuevo Edén para aquellos dignos entre la humanidad restante.
| "'When the sun sets on the Soliton Mountain, the black moon will break into seven pieces and fall on the people "Ultania". Nothing can prevent this... Death and destruction will violate the land. Misery and suffering will assault the people... Then, after 130 days of nothingness, a boy who controls the elements will come to save the people'. -From the Book of Miraha 3:11-". |

En la secuencia final de Gill para el videojuego Street Fighter III: 2nd Impact, se establece que "'Cuando el sol se oculte en la Montaña Soliton, la luna negra se romperá en siete pedazos y caerá sobre los habitantes "Ultania". Nada puede prevenir esto... La muerte y la destrucción violaran la tierra. La miseria y el sufrimiento asaltaran a la personas... Entonces, después de 130 días de nada absoluta, un niño que controla los elementos vendrán a salvar a la gente'. -Del Libro de Miraha 3:11-".
Esta es la profecía de los Illuminati para los eventos que significan el fin del mundo, que tendría lugar en el año 2200 AD. El "niño que controla los elementos" se referiría a Gill, y la profecía predice que actuara como salvador de la humanidad. Gill, sin embargo, prevé crear esta utopía antes de la fecha profetizada, atribuyéndose a sí mismo lo suficientemente poderoso como para hacerlo. En su final en el videojuego Street Fighter III: 3rd Strike, Gill reúne a los luchadores más poderosos del mundo, divide el océano sólo con la pura fuerza de voluntad, y los lleva a su tierra prometida perfecta, donde estarían a salvo de la destrucción del mundo.
Gill describió esta destrucción a Yun como dos fuerzas opuestas del mundo volviéndose desequilibradas. El poder de Gill reside en su propio equilibrio perfecto de fuerzas opuestas, tan completa que es evidente en su propio cuerpo, con las fuerzas opuestas del fuego y el hielo separadas en perfecta simetría. Parece ser capaz de infligir este equilibrio en los demás, como se ha demostrado con Alex en el final Gill para el videojuego Street Fighter III: 3rd Strike. Este final también lo muestra haciendo lo mismo a la isla entera donde existe su tierra prometida.

## Apariciones en otros videojuegos

### Capcom Fighting Jam
Gill hizo una aparición cameo en éste videojuego durante la secuencia final de M. Bison. En dicha secuencia, M. Bison es visto peleando y derrotando a Gill (con Balrog, Vega, Sagat y las doce Dolls observando). Sin embargo, mientras M. Bison y sus seguidores se marchan en un aeroplano de Shadaloo, Gill se resucita a sí mismo, luciendo completamente ileso después de la lucha reciente.

## Otras apariciones

### Super Street Fighter: New Generation
Gill aparece como el nuevo antagonista principal en esta serie cómic publicada por UDON Entertainment.

## Jugabilidad
El estilo de lucha de Gill parece basarse en la antigua disciplina Griega Olímpica de pancracio griego], y se basa en la manipulación de fuego y hielo, así como embestidas, cabezazos y rodillazos elementales, todos los cuales también son utilizados por su hermano, Urien. Además tiene varios otros poderes a su disposición, también mencionados anteriormente.
El control elemental de Gill es tal que el fuego y el hielo están perfectamente equilibrados en si mismo; esto se refleja tanto en su apariencia y un rasgo de su jugabilidad bastante singular que cambia el elemento de ciertos movimientos (ej: "Cryokinesis" y "Pyrokinesis") en base a la dirección que se enfrenta. Esto simplemente sirve para demostrar la potencia de la capacidad de la placa CPS-3, y no tiene ningún efecto sobre el daño y el aturdimiento. Gill es a la vez el primer personaje conocido en utilizar ataques elementales de hielo, y también el primer personaje conocido que tiene ataques con propiedades que dependen de la dirección en la que se enfrenta.
Estilo general de Gill se enfoca en ser ofensivo a toda costa, mientras que niega ataques anti-aéreos. A diferencia de Urien, Gill tiene la ventaja de no tener que hacer una pausa para cargar sus ataques, y puede fácilmente abrumar a un adversario descuidado. Como personaje jefe final, Gill es mucho más poderoso que cualquier otro personaje de la saga Street Fighter III (salvo por Shin Akuma). Inflige daños pesados, una cantidad extremadamente grande de aturdimiento, y pueden encadenar juntos malabares muy extensos. También puede causar daños de bloqueo con ataques normales, algo que hace que sea difícil emplear estrategias defensivas en su contra. Esto también hace que sea prácticamente imposible lograr una victoria perfecta contra Gill. Por esta razón, es a menudo inutilizable durante el juego regular. Sin embargo, él no tiene casi ninguna capacidad de ampliación para las combinaciones de movimientos en contraste con su hermano, pero no es un impedimento demasiado grande para él, ya que dos de sus movimientos Super Arts se pueden utilizar como un movimiento de contraataque en casi cualquier momento dado.
La única manera verdadera para jugar como una copia de Gill en la versión arcade del videojuego Street Fighter III: 3rd Strike es utilizar el movimiento "X.C.O.P.Y." de Twelve; en las versiones para sistemas hogareños del videojuego Street Fighter III: 3rd Strike, Gill se puede seleccionar después de haber sido derrotado, al menos, una vez por cada luchador, o adquirirlo como contenido de descarga (DLC) en el videojuego Street Fighter III: Third Strike Online Edition. Es aún un personaje disponible en servicios de juegos de intermediación en Xbox Live Arcade; sin embargo, sólo es utilizable en partidos-jugador y no se puede utilizar en partidas de ranking.

### Super Arts
Podría decirse que el elemento de juego más peligroso de Gill es su movimiento Super Art, "Resurrection". Si su Barra de Vitalidad es vaciada por el adversario mientras que su Barra Super Art está completamente llena, Gill se elevará desde el suelo mientras su vitalidad se restaura gradualmente. Durante su animación de incorporación, su adversario es empujado lejos constantemente por este, por lo que es difícil para un jugador o sus ataques de proyectil que puedan acercarse y golpearlo fuera de esa secuencia.
En el videojuego Street Fighter III: 2nd Impact, Gill gana un movimiento Super Art llamado "Meteor Strike", donde una veintena de proyectiles "Cryokinesis" y "Pyrokinesis" caerán del cielo sobre la mitad opuesta de la pantalla de su posición. Esto puede disminuir aproximadamente 80% de la Barra de Vitalidad de un adversario si el movimiento lo golpeara, pero no alcanzara a un adversario agachado justo directamente junto a él en circunstancias normales.
En el videojuego Street Fighter III: 3rd Strike, Gill ganó el movimiento Super Art "Seraphic Wing", haciendo que seis alas se formen en su espalda y emitan ondas de luz desde su cuerpo. No sólo este movimiento cubre toda la pantalla y inflige una cantidad de daño absurda, sino que también es absolutamente imposible de evadir o parar, haciendo de esta la habilidad más poderosa de Gill. Su única debilidad es su masivo tiempo de inicio, aunque si resultara golpeado durante la secuencia en la que está ascendiendo en su posición final, su Barra Super Art no se desperdiciara aunque el movimiento sea interrumpido por el ataque.
En esa última entrega de la saga Street Fighter III, Gill además posee la capacidad relativamente única de utilizar los tres movimientos Super Arts en una batalla, en lugar de seleccionar solo uno a la vez; el único otro personaje con esta habilidad es Akuma, que puede utilizar tres de sus cinco totales.

## Curiosidades
- El personaje jefe final del videojuego beat 'em up de ciencia ficción Captain Commando (1991), conocido como Scumocide (llamado 'Genocide' originalmente en Japón), tiene los mismos poderes y un conjunto de movimientos similares a los de Gill. Scumocide, sin embargo, tiene una apariencia que se parece más a un demonio siniestro, en contraste con el diseño de apariencia divino angelical que presenta Gill.
- Gill es conocido como uno de los primeros jefes "sobrenaturales" en los videojuegos de lucha que es capaz de manipular energías. 
  - Algol, de la saga de videojuegos Soulcalibur propiedad de Namco, tiene una gran semejanza con Gill. En el videojuego Soulcalibur V (2012), el traje de Algol tiene un gran parecido con el diseño de Gill, al igual que con Urien.
- En el videojuego Street Fighter × Tekken, el personaje jefe final de la saga Tekken llamado Ancient Ogre tiene un Swap Costume modelado en base a la apariencia de Gill.
- Ambos Gill y su hermano Urien comparten el mismo actor de voz en el videojuego Street Fighter III: 3rd Strike, Lawrence Bayne.
- Si el jugador pierde varias veces consecutivamente contra Gill y selecciona continuar, Gill comenzará provocar riéndose. Esto significa que la dificultad de la inteligencia artificial del CPU se ha reducido.
- A pesar de mostrar movimientos asimétricos realistas, los pliegues del taparrabos de Gill se puede ver aún reflejado cuando se gira. Su asimetría proviene de sus poderes siendo diferentes, y la paleta de colores para sus sprites que se aplican dependiendo de la dirección que este enfrentando.
- La frase de introducción para Gill en el videojuego Street Fighter III: 3rd Strike fue originalmente concebida como The mark of my divinity shall scar thy DNA ('La marca de mi divinidad dejara cicatrices en vuestro ADN'). Pero por razones incomprensibles, la palabra divinidad se convirtió en dignidad, lo que resulta en que la frase quedara como The mark of my dignity shall scar thy DNA ('La marca de mi dignidad dejara cicatrices en vuestro ADN'). Teniendo en cuenta que la 'dignidad' no es un objeto para ser blandida, a menudo es interpretado como un error de doblaje.
  - Gill también tiene una muestra de grabación sin utilizar en este videojuego; Witness my life eternal! ('¡Sed testigo de mi eterna vida!').
- También puede resucitarse a sí mismo, incluso de la muerte (si es que algo alguna vez de alguna manera consigue llegar a matarlo en primer lugar). Incluso entonces, su organización, al igual que Shadaloo, también crea cuerpos de respaldo para él (como se ve durante la secuencia final de Urien para el videojuego Street Fighter III: 3rd Strike). Aunque su organización crea cuerpos de respaldo mucho mejores de los que hacia Shadaloo, y su alma parece ser inmortal, al igual que parece ocurrir en el caso de M. Bison.
- Originalmente fue promovido como personaje disponible en el videojuego Marvel vs. Capcom 3: Fate of Two Worlds, pero fue desechado por razones desconocidas.

- Datos: Q4385636